# Сегодня скажу Варис Шаху
Сегодня скажу Варис Шаху… (на языке пенджаби: ਅੱਜ ਆਖਾਂ ਵਾਰਿਸ ਸ਼ਾਹ ਨੂੰ, по-русски также известно как «Ода к Варис-шаху») — стихотворение Амриты Притам, писательницы пенджабского происхождения. В тексте обрисовывается трагическая ситуация после раздела Британской Индии в 1947 году. Стихотворение было написано на языке пенджаби в 1948 году. Оно состоит из пяти строф и 57-и строк. Его размер близок к размеру, характерному для жанра кисса. В стихотворении Амрита Притам обращается к пенджабскому поэту XVIII века Варис Шаху, и оно содержит аллюзии на произведение последнего «Хир Ранджа». Стихотворение быстро стало очень популярным и в XXI веке не теряет известности как в Индии, так и в Пакистане. Его изучают в школах и повсеместно цитируют.

## Стихотворение
Здесь приводится отрывок на пенджаби с переводом на русский.
| Пенджаби (Гурмукхи) | Пенджаби (Шахмукхи) | Перевод на русский |
| --- | --- | --- |
| ਅੱਜ ਆਖਾਂ ਵਾਰਸ ਸ਼ਾਹ ਨੂੰ ਕਿਤੋਂ ਕਬਰਾਂ ਵਿਚੋਂ ਬੋਲ। ਤੇ ਅੱਜ ਕਿਤਾਬੇ ਇਸ਼ਕ ਦਾ ਕੋਈ ਅਗਲਾ ਵਰਕਾ ਫੋਲ। ਇਕ ਰੋਈ ਸੀ ਧੀ ਪੰਜਾਬ ਦੀ ਤੂੰ ਲਿਖ ਲਿਖ ਮਾਰੇ ਵੈਣ। ਅਜ ਲੱਖਾਂ ਧੀਆਂ ਰੋਂਦੀਆਂ ਤੈਨੂ ਵਾਰਸ ਸ਼ਾਹ ਨੂੰ ਕਹਿਣ। ਵੇ ਦਰਦਮੰਦਾਂ ਦਿਆ ਦਰਦੀਆ ਉੱਠ ਤੱਕ ਆਪਣਾ ਪੰਜਾਬ। ਅਜ ਬੇਲੇ ਲਾਸ਼ਾਂ ਵਿਛੀਆਂ ਤੇ ਲਹੂ ਦੀ ਭਰੀ ਚਨਾਬ। | اج آکھاں وارث شاہ نوں، کتھوں قبراں وچوں بول تے اج کتابِ عشق دا کوئی اگلا ورقہ پَھول اک روئی سی دھی پنجاب دی، تُوں لکھ لکھ مارے بین اج لکھاں دھیاں روندیاں، تینوں وارث شاہ نوں کہن اُٹھ درد منداں دیا دردیا، اُٹھ ویکھ اپنا پنجاب اج بیلے لاشاں وچھیاں تے لہو دی بھری چناب | Сегодня скажу Варис Шаху: «Поэт, из тьмы гробовой восстань и страницу гнева в книге любви открой! Помнишь, как ты панджабку песней своей утешал? Сегодня их тысячи плачут, к тебе взывая с мольбой: Заступник всех, кто обижен, восстань, взгляни на Панджаб — пастбища устланы трупами, Ченаб полон крови людской». |